# باولا إنجلاند
باولا إنجلاند (بالإنجليزية: Paula England)‏ هي عالمة اجتماع أمريكية، ولدت في 4 ديسمبر 1949.